# 国立病院機構宇都宮病院
独立行政法人国立病院機構宇都宮病院（どくりつぎょうせいほうじんこくりつびょういんきこううつのみやびょういん）は、栃木県にある医療機関。所在地は栃木県宇都宮市下岡本町2160。

## 診療科
- 総合内科
- 糖尿病・内分泌内科
- 脳神経内科
- 呼吸器内科
- 循環器内科
- 消化器内科
- 小児科
- 外科
- 呼吸器外科
- 整形外科
- リハビリテーション科
- 皮膚科
- 眼科
- 耳鼻咽喉科
- 歯科
- 放射線科
- 麻酔科

## 沿革
- （旧国立療養所東栃木病院）
  - 1929年　傷痍軍人栃木療養所として創設
  - 1945年　厚生省に移管、国立栃木療養所として発足
  - 1979年　国立療養所東栃木病院と改称

- （旧国立療養所宇都宮病院）
  - 1944年　宇都宮市立療養所として創設
  - 1947年　厚生省に移管、国立療養所梅花寮として発足
  - 1951年　国立宇都宮療養所と改称
  - 1981年　国立療養所宇都宮病院と改称

- 1993年　国立療養所東栃木病院と国立療養所宇都宮病院を統合、国立療養所東宇都宮病院へ
- 2001年　厚生労働省へ移管
- 2004年　独立行政法人国立病院機構宇都宮病院として発足